# Borovac (gmina Sokolac)
Borovac (cyr. Боровац) – wieś w Bośni i Hercegowinie, w Republice Serbskiej, w mieście Sarajewo Wschodnie, w gminie Sokolac. W 2013 roku liczyła 16 mieszkańców.